# Hanuš Wihan
Hanuš Wihan, także Hans (ur. 5 czerwca 1855 w Policach nad Metują, zm. 1 maja 1920 w Pradze) – czeski wiolonczelista.

## Życiorys
Uczył się w Konserwatorium Praskim u Františka Hegenbartha, pobierał też lekcje u Karła Dawydowa. Po ukończeniu studiów objął posadę wykładowcy w Mozarteum w Salzburgu. Występował w Nicei, Pradze, Berlinie i Sondershausen. Był pierwszym wykonawcą dedykowanej mu przez kompozytora Sonaty wiolonczelowej F-dur Richarda Straussa (Norymberga 1883). Od 1888 do 1897 roku prowadził klasę wiolonczeli w Konserwatorium Praskim. W 1891 roku założył Kwartet Czeski, w którym grali jego wybitni uczniowie: Karel Hoffmann, Josef Suk, Oskar Nedbal i Otto Berger, a od 1897 do 1914 roku sam występował w miejsce Bergera jako wiolonczelista.
Antonín Dvořák zadedykował mu swój Koncert wiolonczelowy, jednak wskutek kłótni artysty z kompozytorem podczas prapremiery został on zagrany przez Leo Sterna.